# Vita Polycarpi

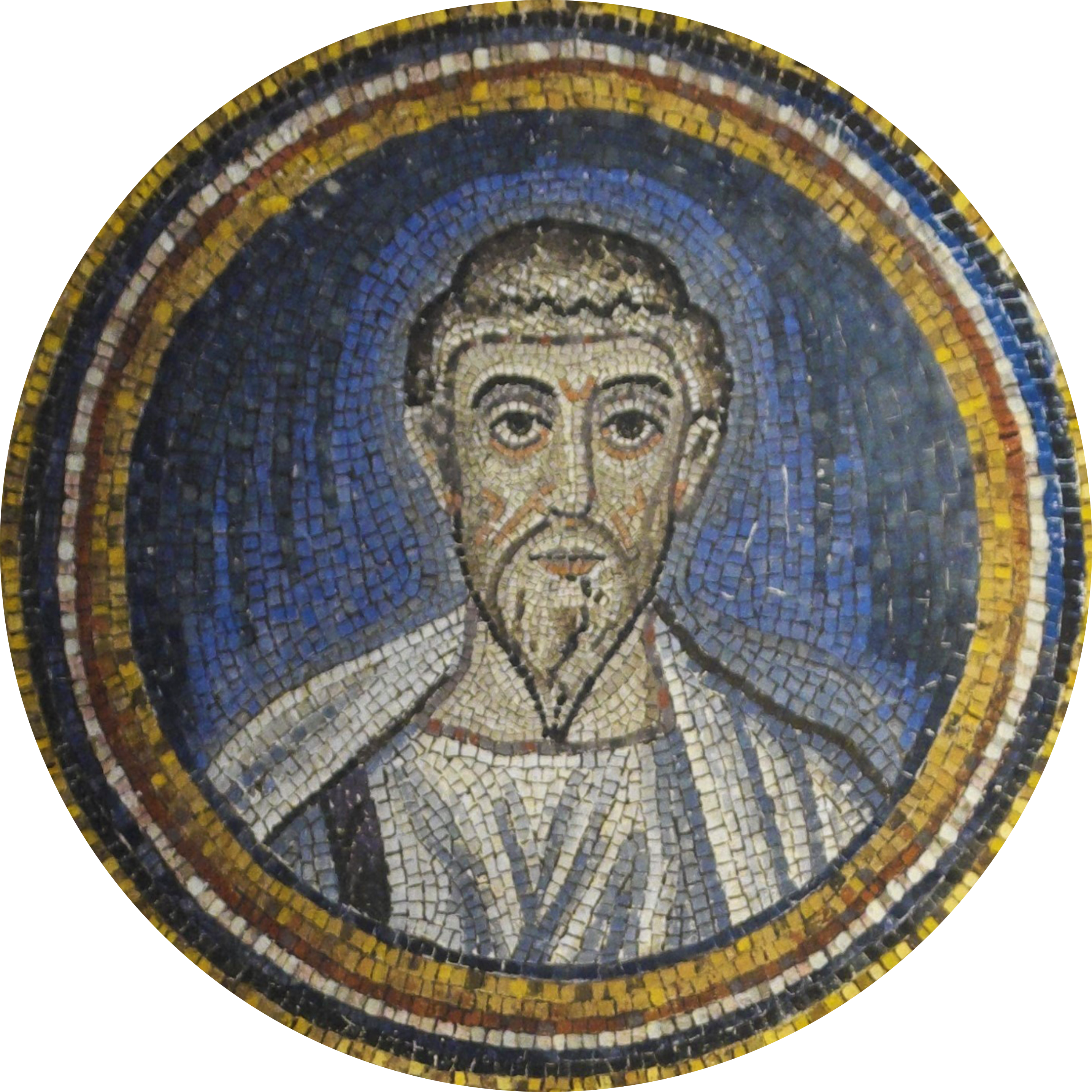
Mosaik-Medaillon des Polykarp von Smyrna (Erzbischöfliche Kapelle in Ravenna, 6. Jahrhundert)

Die Vita Polycarpi ist eine in koine-griechischer Sprache verfasste Lebensbeschreibung des Bischofs Polykarp von Smyrna. Er starb als Märtyrer und wird als Heiliger verehrt. Als Quelle für die Biografie der historischen Person Polykarp ist die im 3. oder 4. Jahrhundert verfasste Vita Polycarpi ohne großen Wert.

## Inhalt
Polykarp kam als junger Sklave nach Smyrna in den Haushalt der reichen und frommen Witwe Kallisto. Dort stieg er zum Hausverwalter und Erben auf. Sein vorbildliches asketisches Leben erwarb ihm die Zuneigung des Ortsbischofs Bukolos (Βουκόλος). Dieser ernannte ihn zuerst zum Diakon, dann zum Presbyter. Nach dem Tod des Bukolos wurde Polykarp zum neuen Bischof von Smyrna gewählt; die Vita referiert die Rede, die er nach seinem Amtsantritt gehalten haben soll. Anschließend teilt sie die vom Bischof Polykarp erzählten Wundertaten mit und schließt mit einer liturgischen Formel.
Von dem seit Tertullian in der altkirchlichen Literatur überlieferten besonderen Schülerverhältnis des Polykarp von Smyrna zum Apostel Johannes weiß die Vita Polycarpi nichts; die einzige apostolische Tradition ist der Vita zufolge die des Paulus von Tarsus, der Smyrna besucht haben soll. Polykarp entspricht dem in den (Paulus zugeschriebenen) Pastoralbriefen vermittelten Ideal eines christlichen Gemeindeleiters. Das Martyrium erzählt die Vita Polycarpi nicht, wahrscheinlich weil der Verfasser das Martyrium Polycarpi als bekannt voraussetzte.

## Textüberlieferung und Editionen
Von der Vita Polycarpi existiert, soweit bekannt, nur eine Handschrift: der ins 10. Jahrhundert datierte Codex Parisinus graecus 1452 (fol. 182r–192v; ein Blatt fehlt). Im Anschluss an die Vita enthält der Codex das Martyrium Polycarpi.
Der belgische Jesuit und Hagiograph Pierre Halloix verwendete die Vita Polycarpi 1633 für sein großes Werk Illustrium ecclesiae orientalis scriptorum, qui sanctitate iuxta et eruditione ... Christi saeculo floruerunt et apostolis convixerunt, vitae et documenta; eine lateinische Übersetzung erschien 1643 in den Acta Sanctorum unter dem 26. Januar. Die erste kritische Edition des griechischen Textes veröffentlichte Louis Duchesne 1881: Vita sancti Polycarpi Smyrnaeorum episcopi.

## Verfasserschaft
Der anonyme Autor der Vita Polycarpi wird in der Forschung üblicherweise als „Pseudo-Pionius“ bezeichnet. Im Hintergrund steht Joseph Barber Lightfoots 1885 aufgestellte Hypothese eines „Corpus Polycarpianum“, einer von Pseudo-Pionius zusammengetragenen Schriftensammlung von und über Polykarp, die außer dem Martyrium Polycarpi auch den Brief des Polykarp an die Philipper und die Vita Polycarpi umfasste. Pionius wurde in Smyrna als Märtyrerheiliger verehrt; mehreren sekundären Kolophonen des Martyrium Polycarpi zufolge soll er ältere Dokumente über das Martyrium Polykarps redigiert haben.

## Datierung
Die Vita Polycarpi wird von Alistair Stewart-Sykes ins 3. Jahrhundert datiert, während die Forschung mehrheitlich eine spätere Abfassung vertritt. Stewart-Sykes zufolge steht die Vita Polycarpi im Übergang von einer „philosophischen Vita“ zu einer Heiligenvita. „Dementgegen halten viele andere die Vita für eine wertlose hagiographische Schrift aus dem 4. Jh.“ Sie entwirft allerdings ein Bild Polykarps, das von den Angaben des aus Smyrna stammenden Irenäus von Lyon in dessen Werk Adversus haereses unabhängig ist.

## Textausgabe und Übersetzung
- The Life of Polycarp. An anonymous vita from third-century Smyrna. Translated and edited by Alistair Stewart-Sykes (= Early Christian Studies, Band 4). St. Paul’s, Sydney 2002.